# Barbula spadicea
Barbula spadicea là một loài rêu trong họ Pottiaceae. Loài này được (Mitt.) Braithw. mô tả khoa học đầu tiên năm 1887.

## Hình ảnh

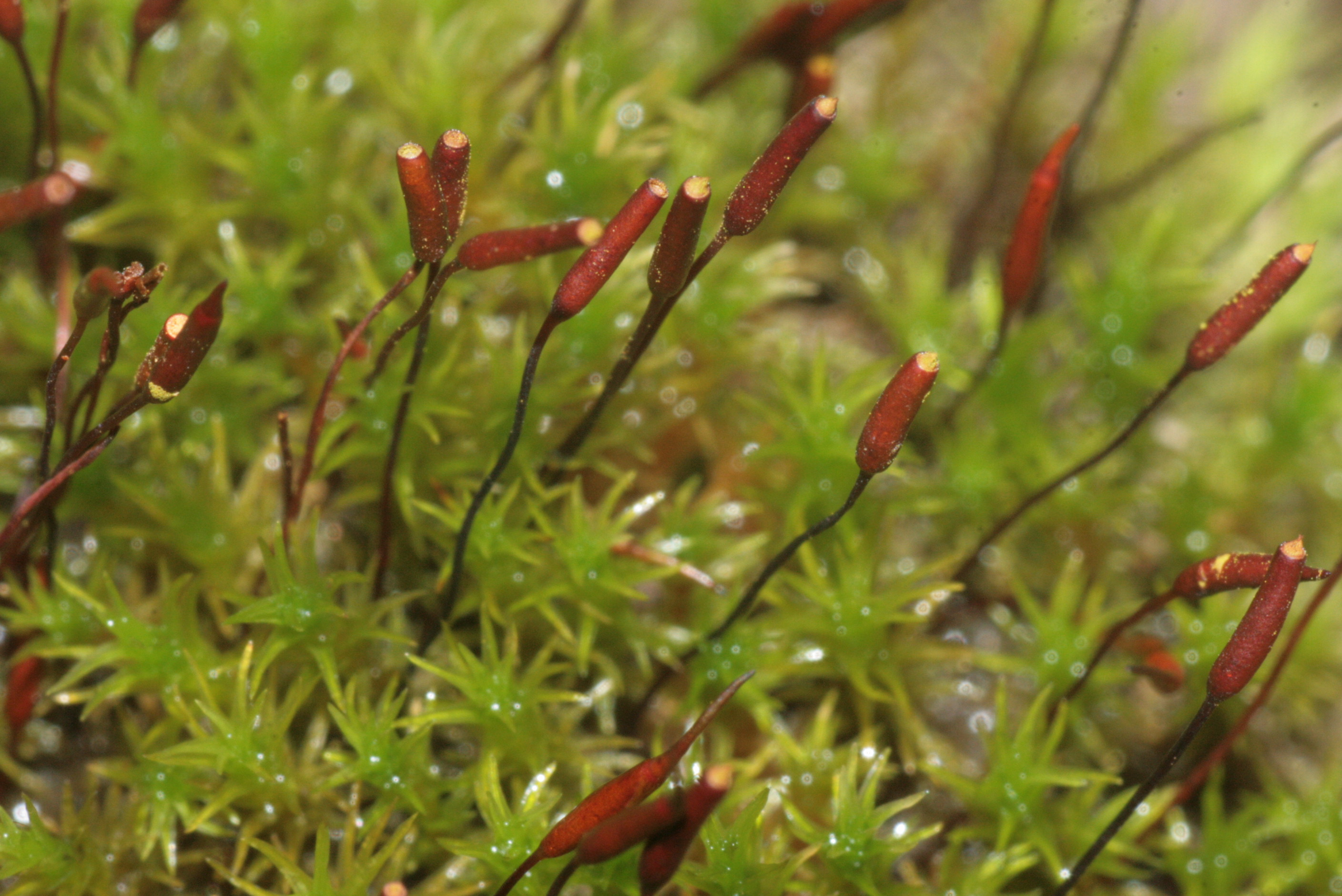
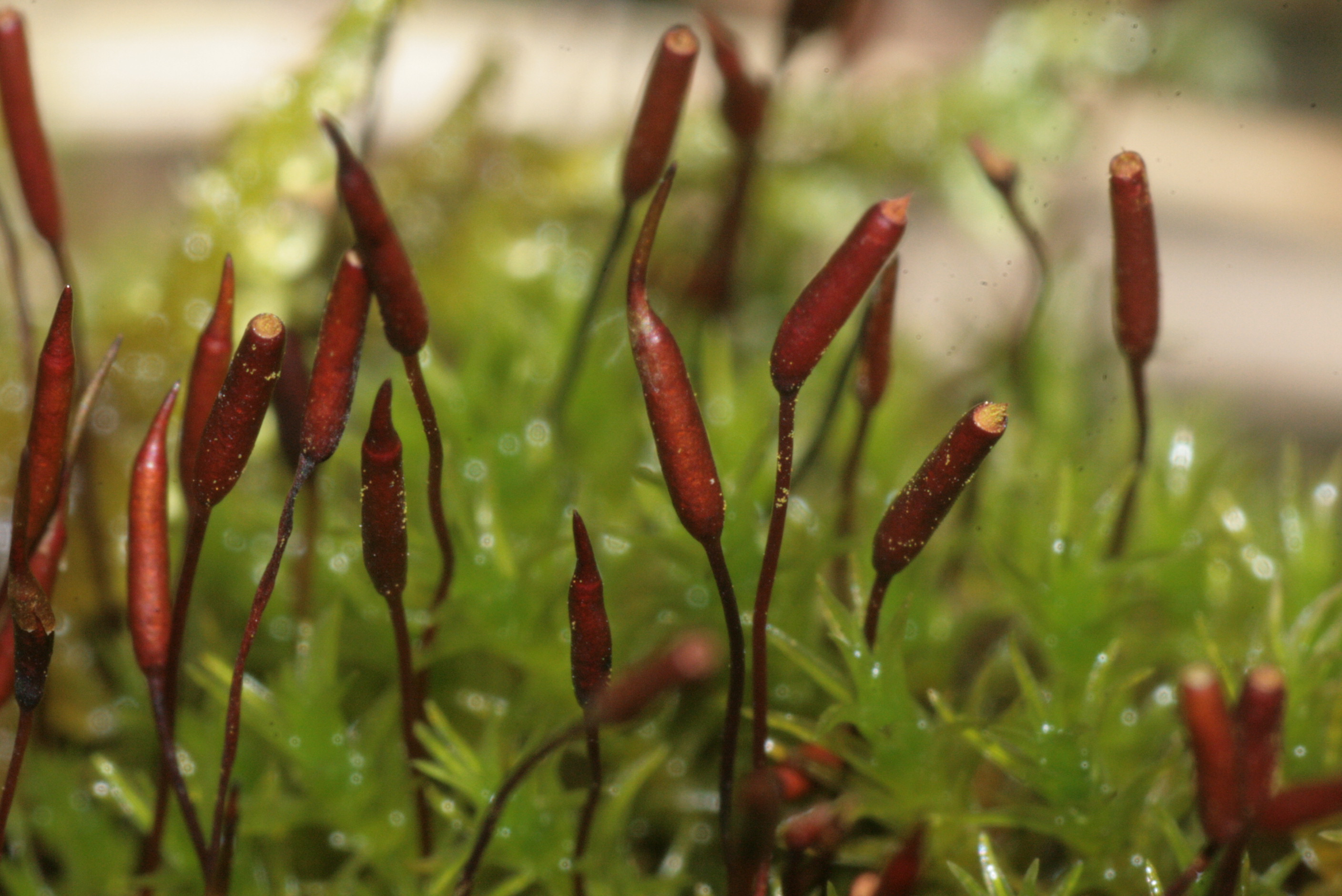
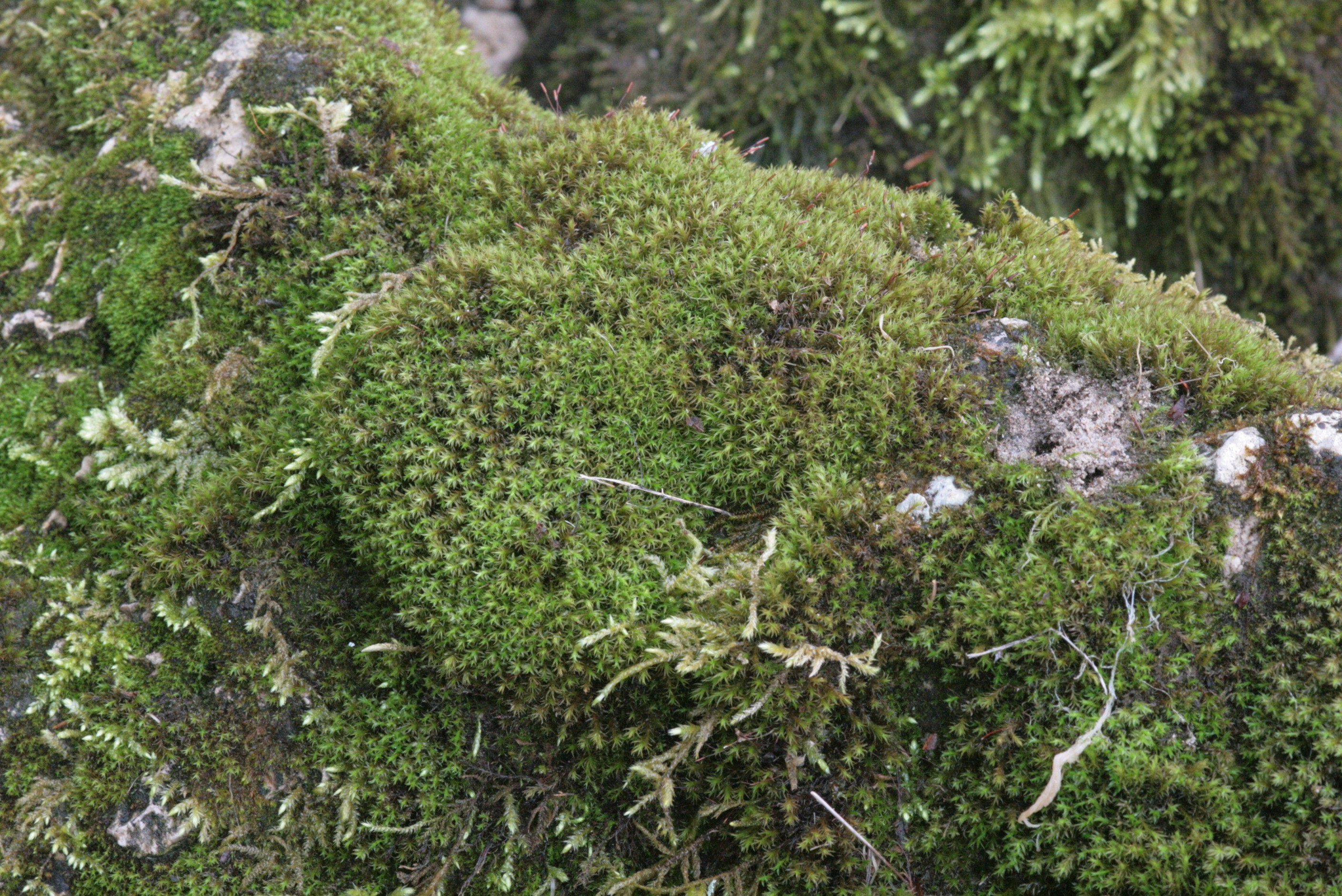
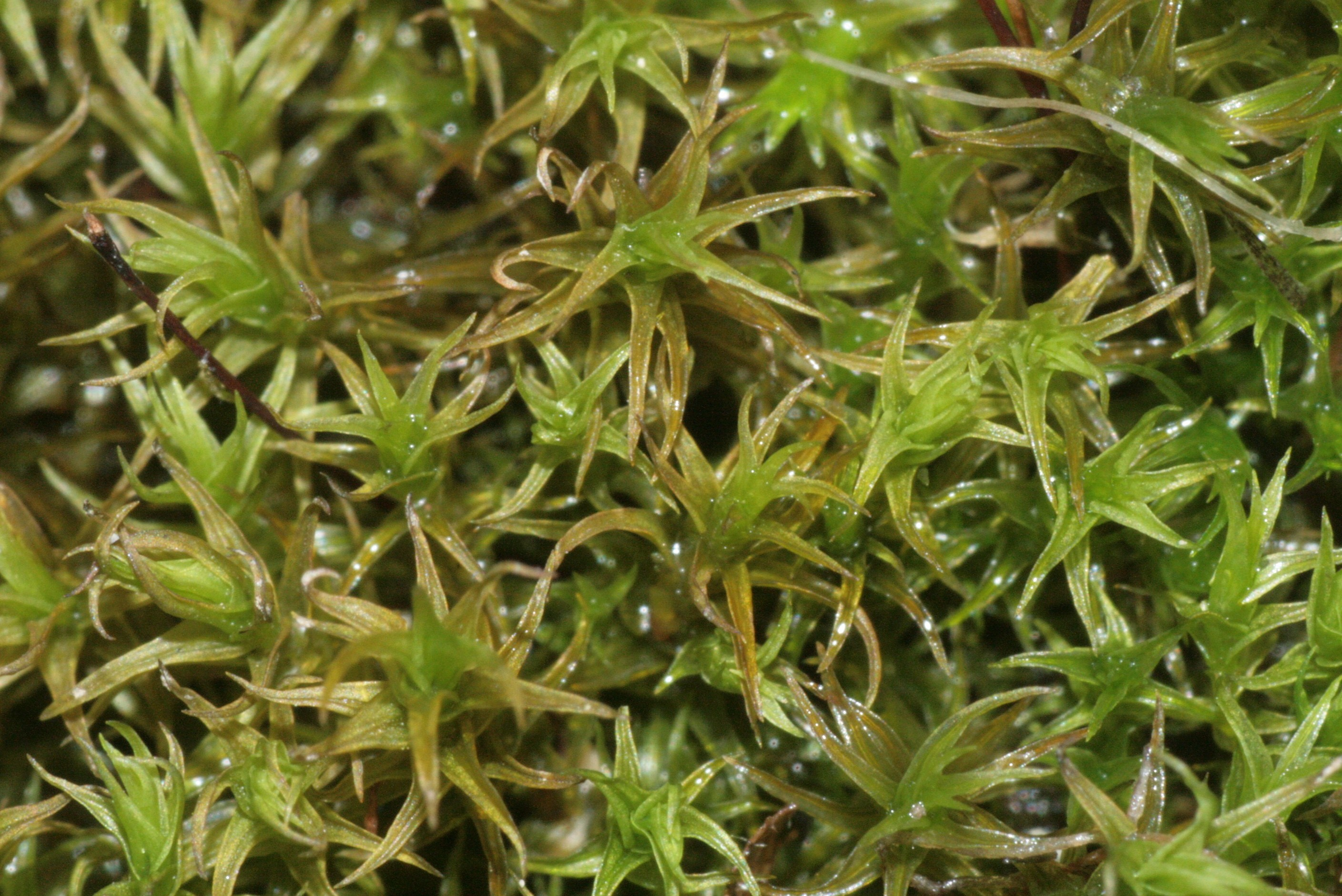